# Chlorostrymon chileana
Chlorostrymon chileana är en fjärilsart som beskrevs av Johnson. Chlorostrymon chileana ingår i släktet Chlorostrymon och familjen juvelvingar. Inga underarter finns listade i Catalogue of Life.